# Loris Cresson
Loris Cresson (Braine-l'Alleud, 14 agosto 1998) è un pilota motociclistico belga.

## Carriera

### Gli inizi
Fino al 2014 prende parte alla classe Moto3 del campionato Spagnolo. Nel 2012 partecipa al campionato Europeo Velocità Moto3, svoltosi in gara unica ad Albacete, dove si classifica in ventunesima posizione. La prima gara mondiale per Cresson è nel 2015 quando partecipa, in qualità di pilota sostitutivo, al Gran Premio del Qatar della classe Moto3 del motomondiale. Con una KTM RC 250 GP del team RBA Racing conclude al ventinovesimo posto.

### Campionato italiano
Nel 2016 è pilota titolare nella classe Supersport del campionato Italiano Velocità dove conclude ventunesimo. Nella stessa stagione disputa quattro gare nel campionato mondiale Supersport conquistando i primi punti iridati in occasione della gara finale a Losail. Nel 2017 è nuovamente pilota titolare nel CIV Supersport dove conquista un podio e chiude dodicesimo. Disputa altre tre gare nel mondiale con due team differenti conquistando otto punti.

### Supersport
Nel 2018 è pilota titolare nel mondiale Supersport con una Yamaha YZF-R6 del team Kallio Racing. Il compagno di squadra è Sandro Cortese. Cresson conquista costantemente la zona punti e chiude la stagione al dodicesimo posto. Nel 2019 continua con lo stesso team e la stessa motocicletta della stagione precedente. Conquista quarantun punti e si classifica nuovamente dodicesimo. Nel 2020 si trasferisce all'Oxxo Yamaha Team Tóth con cui conquista dodici punti ed il ventitreesimo posto. In occasione della gara finale all'Estoril si trasferisce nel campionato mondiale Superbike per sostituire, nel team Pedercini, l'infortunato Sandro Cortese. Conclude tutte e tre le gare ma non ottiene punti. 

### Superbike e gare di durata
Nel 2021 continua con lo stesso team con cui concluse la stagione precedente. Conquista tre punti in occasione del Gran Premio di Assen e conclude la stagione al venticinquesimo posto nel mondiale e al quindicesimo nella graduatoria del Trofeo Indipendenti. Nel 2022 disputa soltanto il Gran Premio d'Aragona nel mondiale Superbike chiudendo senza ottenere punti. Dal 2022 inoltre, prende parte al mondiale Endurance.

## Risultati in carriera

### Motomondiale
| 2015 | Classe | Moto |    |  |  |  |  |  |  |  |  |  |  |  |  |  |  |  |  |  | Punti | Pos. |
| ---- | ------ | ---- | -- |  |  |  |  |  |  |  |  |  |  |  |  |  |  |  |  |  | ----- | ---- |
| 2015 | Moto3  | KTM  | 29 |  |  |  |  |  |  |  |  |  |  |  |  |  |  |  |  |  | 0     |      |

| Legenda | 1º posto        | 2º posto            | 3º posto            | A punti      | Senza punti        | Grassetto – Pole position Corsivo – Giro più veloce |
| Legenda | Gara non valida | Non qual./Non part. | Ritirato/Non class. | Squalificato | '-' Dato non disp. | Grassetto – Pole position Corsivo – Giro più veloce |

### Campionato mondiale Supersport
| 2016 | Moto              |  |  |    |    |    |  |  |  |  |  |  |    |  |  |  | Punti | Pos. |
| ---- | ----------------- |  |  | -- | -- | -- |  |  |  |  |  |  | -- |  |  |  | ----- | ---- |
| 2016 | Kawasaki e Yamaha |  |  | 18 | 27 | 27 |  |  |  |  |  |  | 12 |  |  |  | 4     | 32º  |

| 2017 | Moto   |  |  |     |  |   |  |     |  |  |  |  |  |  |  |  | Punti | Pos. |
| ---- | ------ |  |  | --- |  | - |  | --- |  |  |  |  |  |  |  |  | ----- | ---- |
| 2017 | Yamaha |  |  | Rit |  | 8 |  | Rit |  |  |  |  |  |  |  |  | 8     | 30º  |

| 2018 | Moto   |    |    |    |    |    |    |    |     |  |    |    |    |  |  |  | Punti | Pos. |
| ---- | ------ | -- | -- | -- | -- | -- | -- | -- | --- |  | -- | -- | -- |  |  |  | ----- | ---- |
| 2018 | Yamaha | 12 | 13 | 12 | 10 | 12 | 12 | 10 | Rit |  | 18 | 10 | 12 |  |  |  | 40    | 12º  |

| 2019 | Moto   |    |   |    |    |    |    |    |     |   |    |    |    |  |  |  | Punti | Pos. |
| ---- | ------ | -- | - | -- | -- | -- | -- | -- | --- | - | -- | -- | -- |  |  |  | ----- | ---- |
| 2019 | Yamaha | 10 | 9 | 14 | 13 | 12 | 12 | 13 | Rit | 9 | 13 | 14 | NP |  |  |  | 41    | 12º  |

| 2020 | Moto   |    |    |    |    |    |    |    |    |    |    |    |    |     |  |  | Punti | Pos. |
| ---- | ------ | -- | -- | -- | -- | -- | -- | -- | -- | -- | -- | -- | -- | --- |  |  | ----- | ---- |
| 2020 | Yamaha | 15 | 14 | 18 | 15 | 14 | 19 | 17 | 16 | 16 | 11 | 15 | 17 | Rit |  |  | 12    | 23º  |

| Legenda | 1º posto        | 2º posto            | 3º posto           | A punti      | Senza punti        | Grassetto – Pole position Corsivo – Giro più veloce |
| Legenda | Gara non valida | Non qual./Non part. | Ritirato/Non class | Squalificato | '-' Dato non disp. | Grassetto – Pole position Corsivo – Giro più veloce |

### Campionato mondiale Superbike
| 2020 | Moto     |  |  |  |  |  |  |  |  |  |  |  |  |  |  |  |  |  |  |  |  |  |    |    |    |  |  |  |  |  |  |  |  |  |  |  |  |  |  |  |  |  |  | Punti | Pos. |
| ---- | -------- |  |  |  |  |  |  |  |  |  |  |  |  |  |  |  |  |  |  |  |  |  | -- | -- | -- |  |  |  |  |  |  |  |  |  |  |  |  |  |  |  |  |  |  | ----- | ---- |
| 2020 | Kawasaki |  |  |  |  |  |  |  |  |  |  |  |  |  |  |  |  |  |  |  |  |  | 18 | 20 | 19 |  |  |  |  |  |  |  |  |  |  |  |  |  |  |  |  |  |  | 0     |      |

| 2021 | Moto     |    |    |    |    |    |    |    |    |    |    |     |    |    |    |    |     |    |    |    |    |    |    |    |    |    |    |     |    |    |     |    |     |     |  |  |  |  |  |  |  |  |  | Punti | Pos. |
| ---- | -------- | -- | -- | -- | -- | -- | -- | -- | -- | -- | -- | --- | -- | -- | -- | -- | --- | -- | -- | -- | -- | -- | -- | -- | -- | -- | -- | --- | -- | -- | --- | -- | --- | --- |  |  |  |  |  |  |  |  |  | ----- | ---- |
| 2021 | Kawasaki | 18 | 20 | 20 | 20 | 19 | 18 | 20 | 18 | 20 | 16 | Rit | 19 | 13 | 17 | 17 | Rit | 19 | 20 | 17 | 20 | 17 | 18 | 20 | 18 | 18 | 14 | Rit | 17 | AN | Rit | 16 | Rit | Rit |  |  |  |  |  |  |  |  |  | 3     | 25º  |

| 2022 | Moto     |    |    |    |  |  |  |  |  |  |  |  |  |  |  |  |  |  |  |  |  |  |  |  |  |  |  |  |  |  |  |  |  |  |  |  |  |  |  |  |  |  |  | Punti | Pos. |
| ---- | -------- | -- | -- | -- |  |  |  |  |  |  |  |  |  |  |  |  |  |  |  |  |  |  |  |  |  |  |  |  |  |  |  |  |  |  |  |  |  |  |  |  |  |  |  | ----- | ---- |
| 2022 | Kawasaki | 23 | 24 | 23 |  |  |  |  |  |  |  |  |  |  |  |  |  |  |  |  |  |  |  |  |  |  |  |  |  |  |  |  |  |  |  |  |  |  |  |  |  |  |  | 0     |      |

| Legenda | 1º posto        | 2º posto            | 3º posto           | A punti      | Senza punti        | Grassetto – Pole position Corsivo – Giro più veloce |
| Legenda | Gara non valida | Non qual./Non part. | Ritirato/Non class | Squalificato | '-' Dato non disp. | Grassetto – Pole position Corsivo – Giro più veloce |